# Proyecto Excelsior
El proyecto Excelsior consistió en una serie de saltos en paracaídas realizados por el capitán Joseph Kittinger de la fuerza aérea estadounidense. El proyecto se llevó a cabo entre 1959 y 1960 desde globos de helio en la estratosfera. Su propósito era el de probar el sistema de paracaídas que se intentaría incorporar a los pilotos que tuvieran que saltar del avión a gran altitud. En uno de sus saltos Kittinger batió los récord mundiales del salto más alto y de la mayor velocidad alcanzada por un hombre en la atmósfera.

## Comienzos
El proyecto Excelsior comenzó en 1958 para diseñar un paracaídas que permitiese un descenso seguro para un piloto que se hubiese visto obligado a eyectar su asiento a gran altitud. El técnico Francis Beaupre ideó un sistema de paracaídas de varias etapas que consistía en un pequeño paracaídas de 2 metros para estabilizar al piloto y luego uno más grande (8,5m) como paracaídas principal que se accionaría a una menor altitud.
Para probar el paracaídas fabricaron un globo de helio de casi 85.000 metros cúbicos que pudiese subir la góndola abierta hasta la estratosfera. Como la cápsula no estaba presurizada Kittinger debía llevar un traje presurizado.

## Saltos de prueba

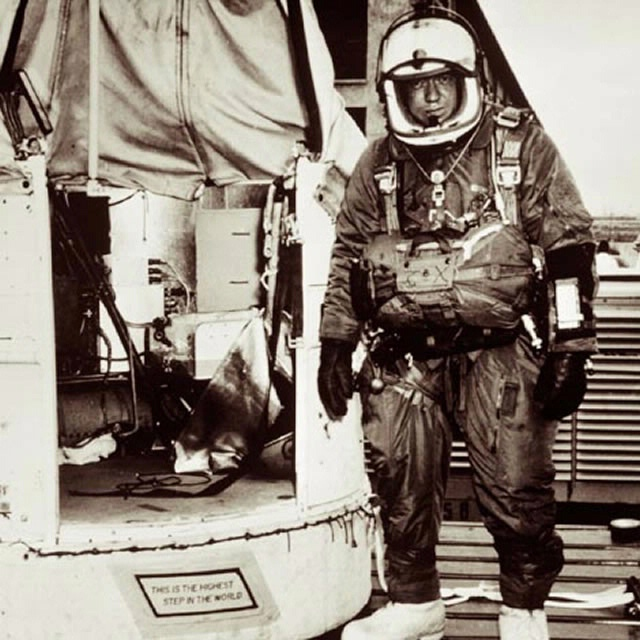
Joseph Kittinger cerca de la góndola del Excelsior. En la placa pone "Este es el paso más alto en el mundo"

La primera prueba, Excelsior I, fue realizada el 16 de noviembre de 1959. Kittinger ascendió hasta una altura de 23.287 metros. En su primer salto, el paracaídas estabilizador se desplegó demasiado pronto enganchándosele en el cuello y haciéndole girar a 120 revoluciones por minuto. Esto le dejó inconsciente, pero salvó su vida gracias al accionamiento automático del paracaídas principal a 10.000 pies de altura (3.048m)
A pesar del desastre del primer intento, Kittinger estaba dispuesto a intentarlo otra vez tan sólo tres semanas después. El Excelsior II se realizó el 11 de diciembre de 1959, esta vez no hubo complicaciones.
El tercer salto, Excelsior III, se realizó el 16 de agosto de 1960. Durante el ascenso, la presurización del guante derecho de Kittinger falló y sintió gran dolor en su mano debido a la baja presión, pero decidió no avisar a la base de su problema para poder seguir con el salto. Fue el ascenso más largo, durando una hora y media y llegando a los 30.942 metros.
El paracaídas estabilizador se desplegó correctamente y Kittinger permaneció en caída libre durante 4 minutos y 36 segundos y alcanzó la velocidad de 988 km/h. El descenso completo duró 13 minutos y 45 segundos y logró batir el récord del salto en paracaídas más largo del mundo. Éste récord lo mantuvo hasta el 14 de octubre de 2012, año en que Félix Baumgartner saltó desde los 39.044 metros de altitud para el proyecto Red Bull Stratos.